# Schlacht von Campomorto
Die Schlacht von Campomorto wurde am 21. August 1482 in der Nähe von Frosinone (südlich von Rom) von Streitkräften des Kirchenstaates und des Königreiches Neapel ausgetragen. In ihrem Ausgang stand eine vernichtende Niederlage des Kriegsvolkes von Neapel.

## Kriegszusammenhang

### Kontext: Diversion im Salzkrieg von Commachio
Der Zusammenhang der Auseinandersetzung war vorgebildet im Krieg der Republik Venedig und Sixtus’ IV. gegen Ercole I. d’Este, den Herzog von Ferrara: Als am Po Krieg geführt wurde, war zur Entlastung des Herzogs eine Diversion erforderlich. Seine Bundesgenossen waren in der so genannten Liga von 1480 Lodovico Sforza, Lorenzo de’ Medici und Ferdinand I. von Neapel.

### Kriegsbewegungen und Schlacht
Zum Zweck der Ablenkung Sixtus’ IV. führte Don Alfonso, der Herzog von Kalabrien und Thronfolger Neapels, im Sommer 1482 ein Heer von den Abruzzen bis nahe Rom. Durch die Bedrohung Roms versuchte er von dem nördlichen Kriegsschauplatz abzulenken und erreichte tatsächlich, dass der in Venedigs Diensten stehende Condottiere Roberto Malatesta heraneilte.
Da Alfons mit zahlenmäßig unterlegenen Kräften nahe Rom aufgestellt war, versuchte er sich mit einem Marsch in die Gegend von Velletri abzusetzen. Malatesta setzte ihm jedoch nach, und am 21. August 1482 kam es bei Campomorto zur Schlacht, die für den Aragonesen vernichtend ausging. Malatesta konnte seinen Sieg jedoch nicht ausnutzen, weil er im September 1482 an einer Krankheit starb.
Niccolò Machiavelli, der zum Zeitpunkt der Schlacht ein dreizehnjähriger Florentiner war, urteilte Jahrzehnte später in seinen Istorie fiorentine, sie sei eine der blutigsten Waffentaten der damaligen Zeit gewesen. Die Folie dieser Behauptung ist mitunter, dass das auf Söldnerführer und allseitige Verwandtschaft gestützte Kriegswesen der Italiener im 15. Jahrhundert wenig rau und jedenfalls mit dem Hereinbrechen der Kriege um Italien 1494 vor neue Tatsachen gestellt war.

## Historiographische Quellen
- Morisi Guerra, Anna: Bernardino Corio. Storia di Milano. Turin 1978, VI. Kapitel, S. 1435 sowie für den Gesamtkrieg passim.
- Francesco Guicciardini. Storia fiorentina. VII. Kapitel, S. 56.